# Basma
Basma (àrab: بسمة, Basma; hebreu: בסמ"ה‎) és un consell local àrab-israelià situat en l'àrea de Wadi Ara en el sub-districte de Hadera. El consell local es va formar en 1995 mitjançant la consolidació dels llogarets de Barta Occidental, Ein as-Sahala i Muawiya. Basma és un acrònim dels noms dels pobles. El 2021 tenia 10.497 habitants. La jurisdicció de Basma abasta una àrea de 3.956 dúnams.